# جاك بيرتوليني
جاك بيرتوليني (بالإنجليزية: Jack Bertolini)‏ هو لاعب كرة قدم ومدرب كرة قدم بريطاني في مركز نصف الجناح، ولد في 21 مارس 1934 في Alloa ‏ في المملكة المتحدة، وتوفي في 21 يونيو 2021. لعب مع برايتون أند هوف ألبيون ونادي ستيرلينغ ألبيون ونادي ووركينغتون.